# ۲۷۷ (میلادی)
۲۷۷ (میلادی) دویست و هفتاد و هفتمین سال تقویم میلادی است.
‎